# Алі Кошкун Кірджа
Алі Кошкун Кірджа (27 березня 1927, Стамбул — 24 лютого 2005, Стамбул) — турецький дипломат і політик. Постійний представник Туреччини при Організації Об'єднаних Націй (1980—1985); Міністр закордонних справ Турецької Республіки (1995).

## Життєпис
Народився 27 березня 1927 року в Стамбулі. Закінчив юридичний факультет Стамбульського університету.
У 1950 році вступив до Міністерства закордонних справ. У 1956 році він читав лекції як асистент з економіки в університеті Анкари на факультеті політичних наук і того ж року звільнився з університету. У 1956—1963 роках він писав для журналів Forum, Yeni Gün, Vatan, Kim Magazine та Yeni Vatan Newspapers. Він став членом за квотою Республіканської народної партії Туреччини в Палаті представників, яка була створена після перевороту 27 травня 1960 року. Він був депутатом від Стамбула протягом двох термінів у 1961—1969 роках. У 1969 році повернувся до Міністерства закордонних справ. Під час свого перебування на посаді між 1969—1985 рр. він представляв Туреччину в різних міжнародних організаціях та комісіях.
12 березня 1985 року під час перебування в посольстві в Канаді (1985—1986), троє вірменських бойовиків, члени Вірменської революційної армії, вчинили напад на посольство Туреччини з гарматами та бомбами. Один із канадських охоронців був застрелений. Посол Алі Кошкун Кірджа отримав поранення.
Після виходу на пенсію у 1986 році він працював письменником у газетах Hürriyet, Milliyet та Yeni Yüzyıl. Після обрання депутатом Стамбула у 1991 році він обіймав посаду міністра закордонних справ у 51-му уряді, створеному в 1995 році під головуванням Тансу Чілер. У другій половині 1990-х читав лекції в Галатасарайському університеті на факультеті міжнародних відносин.